# Ambulyx siamensis
Ambulyx siamensis là một loài bướm đêm thuộc họ Sphingidae. Nó được tìm thấy ở tây nam Trung Quốc (Vân Nam) và Thái Lan.
Ấu trùng ăn Shorea obtusa in Thái Lan.